# Mac OS X Public Beta
De Mac OS X Public Beta (interne codenaam "Kodiak") was de eerste publiekelijk beschikbare versie van het Mac OS X-besturingssysteem van Apple Computer (het huidige macOS) met de Aqua-gebruikersinterface. Het werd op 13 september 2000 vrijgegeven. De release ervan was belangrijk omdat het het eerste publiekelijk beschikbare bewijs was van Apple's vermogen om het "Mac-besturingssysteem van de volgende generatie" op de markt te brengen na de mislukking van Copland. Het stelde softwareontwikkelaars en early adopters in staat het komende besturingssysteem te testen en er software voor te ontwikkelen voordat het definitief werd uitgebracht.

## Nieuwe functionaliteiten

### Gebruikersinterface
De Mac OS X Public Beta volgde Mac OS X Server 1.0 op, de eerste versie van Apple's nieuwe op NeXT OpenStep gebaseerde besturingssysteem. Waar Mac OS X Server nog gebruik maakte van een variant van de klassieke Macintosh "Platinum"-gebruikersinterface, introduceerde de Public Beta de nieuwe Aqua-gebruikersinterface. Deze nieuwe gebruikersinterface bevatte fundamentele veranderingen qua lettertypes, het Dock en de menubalk met een Apple-logo in het midden dat later naar de linkerkant van de menubalk werd verplaatst en een actief interface-element werd.
De nieuwe gebruikersinterface werd bekrititseerd omdat ze over het algemeen minder snel reageerde dan Mac OS 9 op dezelfde hardware.

### Technische wijzigingen
De bètaversie van Mac OS X introduceerde een aantal fundamentele technische veranderingen, waaronder twee functies waar Mac-gebruikers en ontwikkelaars al bijna tien jaar op zaten te wachten: preventive multitasking en memory protection. Dat laatste zorgde ervoor dat een problematische applicatie niet langer de volledige computer kon laten crashen, een fenomeen waar Classic Mac OS-gebruikers jarenlang mee geconfronteerd werden.

## Software
De Public Beta bevatte veel standaardprogramma's die de daaropvolgde decennia bij macOS zouden worden meegeleverd, waaronder TextEdit, Preview, Mail, QuickTime Player en Terminal. Programma's die geen deel uitmaakten van volgende versies van macOS waren een eenvoudige mp3-speler (iTunes bestond nog niet), Sketch (een eenvoudig vectortekenprogramma dat de mogelijkheden van Quartz demonstreerde) en HTMLEdit (een wysiwyg HTML-editor overgenomen van WebObjects).
Er bestond nog maar weinig commerciële software. Early adopters waren aangewezen op open source- of shareware-alternatieven. Veel programma's die op vroege Mac OS X-systemen werden gebruikt, zijn overgenomen van OpenStep- of Rhapsody-ontwikkelaarsreleases of zijn Unix-commando's die van een grafische interface voorzien waren.

## Vervaldatum
De Mac OS X Public Beta liep af op 14 mei 2001, ongeveer twee maanden na de introductie van Mac OS X 10.0. Als gevolg hiervan draait de Public Beta niet op PowerPC-gebaseerde Macintosh-computers die vanaf 2001 werden uitgebracht noch op de huidige Macintosh-hardware die gebruik maakt van de x86- of ARM64-processorarchitecturen. Om de Public Beta op een ondersteund Macintosh-model te gebruiken moet de hardwareklok ingesteld worden op een datum voor de vervaldatum.
De vervaldatum dwong gebruikers om een exemplaar van de voltooide versie van het besturingssysteem te kopen en stelde de industrie gerust dat Apple dit keer daadwerkelijk een "besturingssysteem van de volgende generatie" zou uitbrengen na de mislukkingen van Copland en Rhapsody.

## Systeembenodigdheden
De volgende modellen zijn compatibel met de Mac OS X Public Beta:
- Power Macintosh G3
- Power Mac G3 (Blauw en wit)
- Power Mac G4 (Graphite en Cube)
- iMac (eerste generatie)
- PowerBook G3 (behalve het eerste model uit 1997)

De computers moesten ten minste over 64 MB RAM (128 MB aanbevolen), een 2 GB harde schijf en een cd-rom-speler beschikken.

## Versiegeschiedenis
| Versie                    | Build | Datum             | Opmerkingen                                      |
| ------------------------- | ----- | ----------------- | ------------------------------------------------ |
| Developer Preview         |       | 10 mei 1999       | Gedistribueerd op de WWDC in 1999.               |
| Developer Preview 2       |       | 10 november 1999  | Gebruikersinterface die sterk lijkt op Mac OS 9. |
| Developer Preview 3       |       | 5 januari 2000    | Eerste versie met de Aqua-gebruikersinterface.   |
| Developer Preview 4       |       | 15 mei 2000       | Gedistribueerd op de WWDC in 2000.               |
| Public Beta               | 1H39  | 13 september 2000 | Beschikbaar voor het grote publiek.              |
| International Public Beta | 2E14  | 21 oktober 2000   | Beschikbaar in meerdere talen.                   |